# Figulus vinsoni
Figulus vinsoni es una especie de coleóptero de la familia Lucanidae.

## Distribución geográfica
Habita en Mauritania.